# Hideo Yanagi
Hideo Yanagi (柳秀雄?, Yanagi Hideo; New York, 4 marzo 1966) è un allenatore di football americano giapponese.
Nel 2002 ha aperto uno studio di agopuntura.

## Palmarès
- 3 Rice Bowl (Recruit/Obic Seagulls[1], 1996, 1998, 2005)